# United States Army Pigeon Service

Eine Brieftaube wird mit einer Nachricht versehen, ca. 1920

Der United States Army Pigeon Service, umgangssprachlich  Signal Pigeon Corps, war eine Abteilung der United States Army Signal Corps (deutsch Fernmeldetruppe) von 1917 bis 1957. Er befasste sich mit der Ausbildung und dem Einsatz von Brieftauben zu militärischen Zwecken.

## Erster Weltkrieg
Obwohl europäische Streitkräfte bereits seit Ende des 19. Jahrhunderts Brieftauben als Nachrichtenboten verwendeten, hatten die US-Streitkräfte bis zum Ersten Weltkrieg keine Notwendigkeit für Brieftauben gesehen. Erst mit Eintritt in den Krieg wurde der Bedarf erkannt. So wurde 1917 die Abteilung nach britischem Vorbild gegründet und eine Ausbildungszentrum für Brieftauben in Fort Monmouth, New Jersey gegründet. Dort wurden die Brieftauben gezüchtet und ausgebildet, das Personal trainiert und Vorschriften für den Einsatz entworfen. Nach Ende des Ersten Weltkriegs bekamen hier viele Reserveoffiziere der Fernmeldetruppe eine 12-stündige Ausbildung mit Brieftauben. Bis 1925 wuchs der Zuchtbestand auf 75 Brieftaubenpaare an, die pro Jahr ungefähr 300 Brieftauben als Nachwuchs hatten.

## Zweiter Weltkrieg

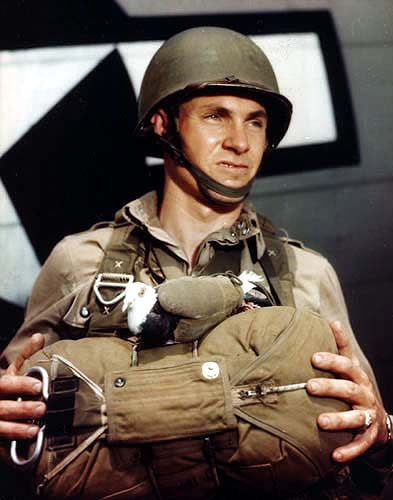
Fallschirmspringer mit Militärbrieftaube

Der US Army Pigeon Service bestand aus 3.000 Soldaten und 150 Offizieren, die für 54.000 Brieftauben verantwortlich waren. Die Brieftauben wurden im Bereich der Bodentruppen, der Marine und der Luftstreitkräfte eingesetzt. Manche Tauben wurden vom US Army Pigeon Service speziell darauf ausgebildet in der Nacht zu fliegen, um das Feindesfeuer besser umgehen zu können. Die berühmteste Brieftaube des US Army Pigeon Service war G.I. Joe, die als einzige auch mit der Dickin Medal ausgezeichnet wurde.
Nach dem Koreakrieg wurden Brieftauben durch neue leistungsfähige Funktechnik als obsolet angesehen und das Corps 1957 aufgelöst.